# سچانیتسا
سچانیتسا (به صربی: Sečanica) یک منطقهٔ مسکونی در صربستان است که در نیش واقع شده‌است.